# حريق مارتن
حريق مارتن حريق هائل في شمال ولاية نيفادا في الولايات المتحدة، بدأ يوم الاثنين 5 يوليو 2018. وأدى الحريق إلى حرق مساحة إجمالية قدرها 439،230 فدانًا. كان أكبر حريق في تاريخ ولاية نيفادا وواحدًا من أكبر الحرائق في الولايات المتحدة، دمر الحريق ستة مزارع وأراضي رعي وموائل للحيوانات.

## الأصل
اندلع الحريق على بعد سبعة أميال شمال وادي بارادايس في مقاطعة هومبولت واندلع شرقا في مقاطعة إلكو. كان يعتقد أن أصل الحريق هو من أساس الإنسان. تسببت الظروف الجافة والحارة والرياح جنبًا إلى جنب مع ارتفاع حمل الوقود في انتشار النار.

## الوصف
تم الإبلاغ عن الحريق في حوالي الساعة 12:25 من صباح يوم 5 يوليو، وبحلول الساعة 5:00 مساءً انتشر الحريق على مساحة 22000 فدان. في 8 يوليو تم احتواء الحريق بنسبة 8٪ فقط، وتم إحراق 330 ألف فدان. وقد لوحظ احتواء 35٪ من الحريق في 9 يوليو، وتم حرق حوالي 425000 فدان. بحلول نهايتها تضرر 439،230 فدانًا. نظرًا لحجم وتعقيد الحريق تم نشر كل من الوكالات الحكومية والمقاولين الخاصين للسيطرة على الحريق. بحلول 12 يوليو كان هناك ما يقرب من 572 رجل إطفاء لمكافحة الحريق الذي يبلغ طوله 680 ميلاً.
أعلن مكتب إدارة الأراضي عن مكافأة قدرها 28000 دولار لأي شخص يقدم معلومات حول من بدأ الحريق. بحلول 21 يوليو تم احتواء الحريق بالكامل.

## استخدام الطائرات بدون طيار
وفقًا لعقد كول وين نييد المبرم مع وزارة الداخلية الأمريكية، تم نشر فريق من الطيارين وأربعة أنظمة طائرات بدون طيار من قبل شركة برايجر أيروسبيس وهي شركة مقاولات خاصة، في 11 يوليو. تم استخدام الطائرة لرسم خريطة لـ 425000 فدان من حرائق الغابات لجمع البيانات حول حجم الضرر وتحديد المواقع الساخنة باستخدام مستشعر الأشعة تحت الحمراء.

## التدمير
دمرت النيران مناطق رعي ومبنى صغير. لقد دمر النظام البيئي لحيوان المريمية وموائل غزال البغل. كما تأثرت عدة ينابيع وجداول.

## عمليات الإغلاق
في 10 يوليو تم إغلاق خزان ويلسون والمخيم 226 للسلامة العامة بسبب أنشطة إخماد الحرائق. أعيد فتحه في 13 يوليو.